# Radio Active (Pat Travers)
Radio Active è il terzo album della Pat Travers Band, pubblicato nel 1981.

## Tracce
1. New Age Music – 5:05
2. My Life is on the Line – 3:43
3. (I Just Wanna) Live It My Way – 5:32
4. I Don't Wanna Be Awake – 3:54
5. I Can Love You – 2:24
6. Untitled – 3:25
7. Feeling in Love – 3:30
8. Play It Like You See It – 5:12
9. Electric Detective – 3:07

## Formazione
- Pat Travers – voce, chitarra
- Pat Thrall – chitarra
- Pete Cowling – basso
- Tommy Aldridge – batteria